# 1430年代
| 千纪： | 2千纪                                                                                            |
| 世纪： | 14世纪 \| 15世纪 \| 16世纪                                                                       |
| 年代： | 1400年代 \| 1410年代 \| 1420年代 \| 1430年代 \| 1440年代 \| 1450年代 \| 1460年代                 |
| 年份： | 1430年 \| 1431年 \| 1432年 \| 1433年 \| 1434年 \| 1435年 \| 1436年 \| 1437年 \| 1438年 \| 1439年 |

## 大事记
- 1430年—1433年第七次郑和下西洋。
- 1437年—1439年，麓川之役。
- 1438年，日本永享之乱。

## 逝世
- 圣女贞德（1431年）
- 郑和（1433年）
- 明宣宗（1435年）
- 黎利（1436年）